# Université du pays de Galles Trinity Saint David
L'université du pays de Galles, Trinity Saint David est une université publique galloise formée en 2010 par la fusion des établissements University of Wales, Lampeter (UWL) et Trinity University College (TUC).